# کاپی‌کت (مارول کامیکس)
کاپی‌کَت یا تقلیدگر (به انگلیسی: Copycat) با نام اصلی ونسا جرالدین کارلایل، یک شخصیت خیالی در کتاب‌های کامیک منتشر شده توسط مارول کامیکس است. کاپی‌کت به دست فابیان نیکیزا و راب لایفلد خلق شده‌است؛ که برای اولین بار در نیروی-اکس شماره ۱۹ام در فوریه ۱۹۹۳ معرفی شد. وی همچنین عضو گروه‌های خلافکارانه‌ای چون سلاح اکس، سیکس پک، اکس-فورس و جهش‌یافته‌های جدید است.
مورنا باکرین در فیلم‌های ددپول (۲۰۱۶) و ددپول ۲ (۲۰۱۸) وظیفه بازی در این نقش را بر عهده دارد.